# Barclay James Harvest
Barclay James Harvest byla anglická progresivní rocková skupina, kterou v roce 1966 založili John Lees, Les Holroyd, Woolly Wolstenholme a Mel Pritchard. V roce 1998 se skupina rozdělila na dvě části: John Lees' Barclay James Harvest a Barclay James Harvest Featuring Les Holroyd. Obě části koncertují dodnes.

## Nástrojové obsazení
- John Lees – zpěv, kytara (1966-1998)
- Les Holroyd – baskytara, klávesy, kytara, zpěv (1966-1998)
- Mel Pritchard – bicí, perkuse (1966-1998)
- Woolly Wolstenholme – mellotron, zpěv, klávesy, kytara (1966-1979)

## Diskografie

### Studio Albums
- Barclay James Harvest (1970)
- Once Again (1971)
- Barclay James Harvest and Other Short Stories (1971)
- Baby James Harvest (1972)
- Everyone Is Everybody Else (1974)
- Time Honoured Ghosts (1975)
- Octoberon (1976)
- Gone to Earth (1977)
- XII (1978)
- Eyes of the Universe (1979)
- Turn of the Tide (1981)
- Ring of Changes (1983)
- Victims of Circumstance (1984)
- Face to Face (1987)
- Welcome to the Show (1990)
- Caught in the Light (1993)
- River of Dreams (1997)